# Tylimanthus
Tylimanthus es un género de musgos hepáticas del orden Jungermanniales. Comprende 22 especies descritas y de estas, solo 6 aceptadas: Es originario de Brasil.

## Taxonomía
El género fue descrito por William Mitten y publicado en Handbook of the New Zealand Flora 751, 753. 1867.

## Especies
- Tylimanthus anderssonii (Ångström) A. Evans
- Tylimanthus approximatus (Lindenb.) Besch.
- Tylimanthus flavicans (J.J. Engel & Grolle) Hässel de Menéndez & Solari
- Tylimanthus laxus (Lindenb.) Stephani
- Tylimanthus tenellus (Taylor ex Lehm.) Mitt.
- Tylimanthus urvilleanus (Mont.) Hässel de Menéndez & Solari